# Quyền LGBT ở Armenia
Quyền đồng tính nữ, đồng tính nam, song tính và chuyển giới (tiếng Armenia: Լեսբուհի, Գեյ, Բիսեքսուալ և Տրանսգենդեր) ở Armenia không được luật hóa trong cả lĩnh vực pháp lý và xã hội.
Đồng tính luyến ái đã được hợp pháp ở Armenia từ năm 2003. Tuy nhiên, mặc dù đã bị coi thường, nhưng tình trạng của các công dân đồng tính nữ, đồng tính nam, song tính và chuyển giới (LGBT) tại địa phương không thay đổi đáng kể. Nhiều người LGBT Armenia sợ bị bạn bè và gia đình ruồng bỏ trong xã hội, khiến họ giữ bí mật về xu hướng tính dục hoặc giới tính của họ.
Đồng tính luyến ái vẫn là một chủ đề cấm kỵ trong nhiều khu vực của xã hội Armenia. Trong một nghiên cứu năm 2012, 55% phóng viên ở Armenia tuyên bố rằng họ sẽ chấm dứt mối quan hệ với một người bạn hoặc người thân nếu họ trở thành người đồng tính. Hơn nữa, nghiên cứu này cho thấy 70% người Armenia thấy người LGBT là "lạ". Hơn nữa, không có sự bảo vệ pháp lý cho những người LGBT có quyền con người bị xâm phạm thường xuyên. Armenia đã được xếp hạng thứ 47 trong số 49 quốc gia châu Âu về quyền LGBT, với Nga và láng giềng Azerbaijan lần lượt chiếm vị trí thứ 48 và 49. Thế hệ người Armenia trẻ tuổi vẫn còn rất ít hiểu biết về nhiều vấn đề LGBT, có thể là do văn hóa gia đình nơi những người trẻ sống ở nhà cho đến khi họ đạt được mục tiêu chính cho nhiều người Armenia, hôn nhân dị tính.
Nhiều người LGBT tuyên bố sợ bạo lực tại nơi làm việc hoặc từ gia đình của họ, và do đó, được cho là không nộp đơn khiếu nại về vi phạm nhân quyền hoặc vi phạm hình sự.
Ngoài ra, vào năm 2011, Armenia đã ký "tuyên bố chung về chấm dứt các hành vi bạo lực và vi phạm nhân quyền liên quan dựa trên xu hướng tính dục và bản dạng giới" ở Liên Hợp Quốc, lên án bạo lực và phân biệt đối xử với người LGBT.
Vào ngày 5 tháng 4 năm 2019, một người phụ nữ chuyển giới, Lilit Martirosyan đã lên sàn tại Quốc hội Armenia và nói về hy vọng cho tương lai tốt hơn và an toàn hơn của cộng đồng LGBT ở Armenia. Bài phát biểu của cô đánh dấu lần đầu tiên trong lịch sử Armenia, rằng một người chuyển giới đã chiếm một vị trí trong Quốc hội. Cô tự mô tả mình là hiện thân của một người bị tra tấn, bị hãm hiếp, bị bắt cóc, bị hành hung về thể xác, bị đốt cháy, bị giết, bị cướp và thất nghiệp, người chuyển giới của người Armenia. Quốc hội trong bài phát biểu và giải quyết thực tế là thói quen đã bị vi phạm.

## Công nhận các cặp đồng giới
Hôn nhân đồng giới và kết hợp dân sự không hợp pháp ở Armenia và Hiến pháp giới hạn hôn nhân với các cặp đôi khác giới.
Tuy nhiên, kể từ năm 2019, "chưa có sự công nhận nào như vậy được ghi nhận."
Vào ngày 3 tháng 7 năm 2017, Bộ Tư pháp tuyên bố rằng tất cả các cuộc hôn nhân được thực hiện ở nước ngoài đều có giá trị ở Armenia, bao gồm cả những cuộc hôn nhân giữa những người cùng giới. Điều này khiến Armenia trở thành quốc gia thứ hai của Liên Xô, sau Estonia, công nhận các cặp đồng giới được thực hiện ở nước ngoài.
Vào cuối năm 2017, Cha Vazken Movkesian của Giáo hội Tông truyền Armenia, một thành viên cao cấp của các giáo sĩ, bày tỏ sự ủng hộ cá nhân của mình cho hôn nhân đồng giới, trở thành một trong những người ủng hộ cao nhất của hôn nhân đồng giới ở Armenia Trong một cuộc phỏng vấn với Equality Armenia, Movkesian đã ví cuộc đàn áp người Armenia của Thổ Nhĩ Kỳ với cuộc đàn áp mà người LGBT phải đối mặt. "Chúng tôi đã bị bức hại vì chúng tôi không được chấp nhận, bởi vì chúng tôi khác biệt. Là một Cơ đốc nhân Armenia, làm thế nào tôi có thể nhắm mắt lại với những gì đang xảy ra trên thế giới? Và không chỉ ở Armenia, ở mọi nơi, sự không khoan dung này.", cha nói. Những người ủng hộ khác bao gồm tổ chức Equality Armenia, với mục tiêu là "đạt được bình đẳng hôn nhân ở Armenia".
Vào tháng 11 năm 2018, Chính phủ Armenia đã từ chối một dự luật do nghị sĩ Tigran Urikhanyan đề xuất để đưa ra các lệnh cấm tiếp theo đối với hôn nhân đồng giới.

## Con nuôi và nuôi dạy con cái
Kể từ năm 2018, Armenia không cho phép các cặp đồng giới nhận con nuôi và không có tranh luận nào được biết xung quanh luật pháp.

## Điều kiện sống

### Bạo lực và kì thị
Vào mùa thu năm 2004, được thúc đẩy bởi thông báo của Armen Avetisyan, người sáng lập của AAU (Armenia Aryan Union), một nhóm cực hữu, rằng một số quan chức hàng đầu của Armenia là người đồng tính, nhiều thành viên quốc hội đã khởi xướng các cuộc tranh luận sôi nổi được phát đi qua các kênh truyền hình công cộng. Các thành viên của Nghị viện tuyên bố rằng bất kỳ thành viên nào bị phát hiện là đồng tính nên từ chức - một ý kiến được chia sẻ bởi Cố vấn của Tổng thống về An ninh Quốc gia, Garnik Isagulyan.
Vào tháng 5 năm 2012, nghi phạm "Neo-Nazis" đã phát động hai vụ tấn công đốt phá tại một quán rượu thuộc sở hữu của đồng tính nữ ở thủ đô của Armenia, Yerevan. Armenia News đưa tin rằng trong cuộc tấn công thứ hai vào ngày 15 tháng 5, một nhóm thanh niên đã đến quán rượu DIY Rock đồng tính vào khoảng 6 giờ tối, nơi họ đốt tấm áp phích "Không cho phát xít" của quán bar và vẽ Swastika của Đức quốc xã trên tường. Điều này nhanh chóng theo sau một cuộc tấn công đầu tiên trước đó vào ngày 8 tháng 5, nơi một quả bom xăng được ném qua cửa sổ của Rock Pub.
Vào tháng 8 năm 2018, 9 nhà hoạt động LGBT đã bị một đám đông tấn công dữ dội tại một nhà riêng ở thị trấn Shurnukh, đưa hai người họ đến bệnh viện vì thương tích nghiêm trọng. Cuộc tấn công bạo lực đã nhận được sự phủ sóng rộng rãi trên các phương tiện truyền thông, và bị các nhóm nhân quyền và đại sứ quán Hoa Kỳ lên án. Những kẻ tấn công sau đó đã được cảnh sát thả ra.

### Hoạt động

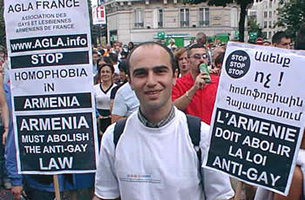
Một người Armenia gốc Pháp kêu gọi bãi bỏ luật chống đồng tính vào năm 2002.

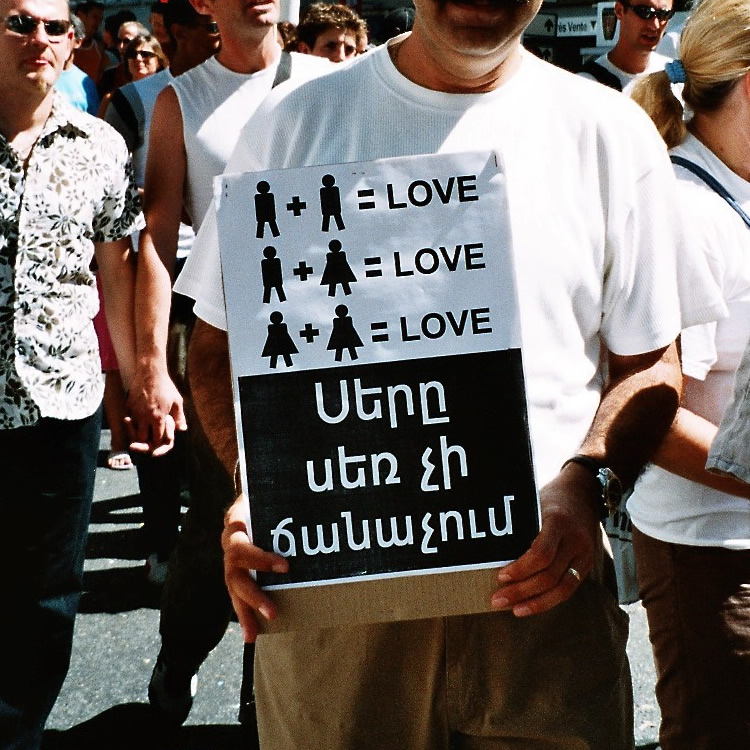
Một người Armenia tại diễu hành Marseille Pride năm 2004 với một dấu hiệu "Tình yêu không có tình dục".

Sau khi bãi bỏ luật chống đồng tính, một số dấu hiệu lẻ tẻ của một phong trào LGBT mới nổi đã được quan sát thấy ở Armenia. Vào tháng 10 năm 2003, một nhóm gồm 15 người LGBT đã tập trung tại Yerevan để thành lập một tổ chức ban đầu được rửa tội GLAG (Nhóm đồng tính nam và đồng tính nữ Armenia). Nhưng sau vài cuộc họp, những người tham gia đã không đạt được mục tiêu của họ.
Năm 1998, Hiệp hội đồng tính nam và đồng tính nữ người Armenia ở New York được thành lập để hỗ trợ người Armenia di cư LGBT. Một nhóm tương tự cũng được thành lập tại Pháp.
Năm 2007, Pink Armenia, một tổ chức phi chính phủ khác, nổi lên để thúc đẩy nhận thức cộng đồng về phòng chống HIV và STI (bệnh lây truyền qua đường tình dục) mà còn để chống phân biệt đối xử trên cơ sở khuynh hướng tình dục. Pink tiến hành nghiên cứu về tình trạng của người LGBT ở Armenia, trong khi làm việc với các tổ chức phi chính phủ khác để chống lại chứng sợ đồng tính.
Các nhóm LGBT khác bao gồm Hiệp hội Armenia đồng tính và đồng tính nữ (GALAS), Sáng kiến Cầu vồng Armenia và Equality Armenia, có trụ sở tại Los Angeles, Hoa Kỳ.

### Tự do ngôn luận và bày tỏ
Vào năm 2013, cảnh sát Armenia đã đề xuất một dự luật cấm "các mối quan hệ tình dục phi truyền thống" và quảng bá "tuyên truyền" LGBT cho thanh thiếu niên trong một đạo luật tương tự như luật chống đồng tính Nga. Ashot Aharonia, một phát ngôn viên của cảnh sát, tuyên bố rằng dự luật được đề xuất do sự sợ hãi của công chúng về sự lây lan của đồng tính luyến ái. Tuy nhiên, các tổ chức phi chính phủ bao gồm Pink Armenia tuyên bố rằng đây là một nỗ lực nhằm đánh lạc hướng công chúng khỏi các vấn đề chính trị xã hội khác nhau trong nước. Dự luật cuối cùng đã không được thông qua.
Vào tháng 11 năm 2018, một nhóm LGBT Kitô giáo đã phải hủy một số diễn đàn và sự kiện mà nó đã lên kế hoạch do "mối đe dọa liên tục" và "đe dọa có tổ chức" từ các nhà lãnh đạo chính trị và tôn giáo, cũng như "thiếu sự sẵn sàng" từ lực lượng cảnh sát bảo vệ chúng.

### Sự cố báo chí
Vào ngày 17 tháng 5 năm 2014, tờ báo Margarvunk đã đăng một bài viết với danh sách hàng chục tài khoản Facebook của mọi người từ cộng đồng LGBT của Armenia, gọi họ là "thây ma" và cáo buộc họ phục vụ lợi ích của hành lang đồng tính quốc tế. Tờ báo đã bị kiện và đưa ra trước Tòa án phúc thẩm Armenia, nơi các thẩm phán nhận thấy rằng tờ báo không xúc phạm bất cứ ai và yêu cầu các nguyên đơn trả 50.000 AMD như một khoản bồi thường cho tờ báo và biên tập viên của nó, Hovhannes Galajyan. Nhiều người thấy điều này phù hợp với bước đi của Armenia khỏi Liên minh châu Âu khi nước này đã bỏ phiếu tham gia Liên minh kinh tế Á Âu chủ yếu bị chi phối bởi nước Nga chủ yếu là kì thị. Sự kiện này được coi là rất nản lòng đối với phong trào LGBT ở Armenia, nhưng nó đã đưa Armenia trở thành tiêu điểm quốc tế do truyền thông đưa tin qua phương tiện truyền thông xã hội.

## Báo cáo nhân quyền

### Báo cáo của Bộ Ngoại giao Hoa Kỳ 2017
Năm 2017, Bộ Ngoại giao Hoa Kỳ đã báo cáo như sau, liên quan đến tình trạng quyền LGBT ở Armenia:
- "Các vấn đề nhân quyền quan trọng nhất bao gồm: tra tấn; điều kiện nhà tù khắc nghiệt và đe dọa tính mạng; bắt giữ và giam giữ tùy tiện; thiếu độc lập tư pháp; không cung cấp thử nghiệm công bằng; bạo lực đối với nhà báo; can thiệp vào tự do truyền thông, sử dụng thẩm quyền pháp lý của chính phủ để xử phạt nội dung quan trọng; can thiệp vật lý của lực lượng an ninh với quyền tự do lắp ráp; hạn chế tham gia chính trị; tham nhũng hệ thống chính quyền; không bảo vệ người đồng tính nữ, đồng tính nam, song tính, chuyển giới và liên giới tính (LGBTI) khỏi bạo lực; và các hình thức lao động trẻ em tồi tệ nhất, mà chính phủ đã nỗ lực tối thiểu để loại bỏ."[31]
- Điều kiện của nhà tù và trại giam
"PMG lưu ý rằng những người đồng tính nam, những người có liên quan đến họ và các tù nhân bị kết án về các tội ác như hiếp dâm, bị tách biệt khỏi các tù nhân khác và buộc phải thực hiện các công việc nhục nhã và cung cấp dịch vụ tình dục."[31]
- Tự do học thuật và các sự kiện văn hóa
"Vào tháng 7, các nhà tổ chức của Liên hoan phim quốc tế Golden Apricot đã hủy chiếu hai bộ phim có chủ đề LGBTI sau phản ứng tiêu cực của công chúng (xem phần 6, Đạo luật bạo lực, phân biệt đối xử và các hành vi lạm dụng khác dựa trên xu hướng tính dục và bản sắc giới)."[31]
- Hành vi bạo lực, phân biệt đối xử và các hành vi lạm dụng khác dựa trên xu hướng tính dục và bản dạng giới
"Luật chống phân biệt đối xử không áp dụng cho xu hướng tính dục hoặc bản dạng giới. Không có luật tội phạm thù hận hoặc các cơ chế tư pháp hình sự khác để hỗ trợ trong việc truy tố tội phạm đối với các thành viên của cộng đồng LGBTI. Phân biệt đối xử xã hội dựa trên xu hướng tính dục và bản sắc giới ảnh hưởng tiêu cực đến tất cả các khía cạnh của cuộc sống, bao gồm việc làm, nhà ở, quan hệ gia đình và tiếp cận với giáo dục và chăm sóc sức khỏe. Người chuyển giới đặc biệt dễ bị lạm dụng và quấy rối về thể chất và tâm lý.
 Trong năm, Tổ chức Thông tin và Nhu cầu Kiến thức của NGO (PINK Armenia) đã ghi nhận 27 trường hợp vi phạm nhân quyền đối với người LGBTI, nhưng chỉ có bốn nạn nhân tìm kiếm sự giúp đỡ từ văn phòng giám sát viên và không ai từ các cơ quan thực thi pháp luật.
 Vào ngày 23 tháng 8, theo báo cáo phương tiện truyền thông, 30 đến 35 người đàn ông dân sự, được cho là dẫn đầu bởi một nhân viên đô thị, đã tấn công một nhóm gái mại dâm chuyển giới trong một công viên gần văn phòng đô thị. Cảnh sát đã dừng cuộc tấn công và mở một cuộc điều tra hình sự về vụ việc. Các luật sư của Thế hệ mới NGO, người đại diện cho người chuyển giới và người bán dâm, tuyên bố rằng các cuộc tấn công nhóm như vậy xảy ra ít nhất mỗi tháng một lần và các cuộc tấn công cá nhân xảy ra gần như hàng ngày. Trong hầu hết các trường hợp, cảnh sát đã không hiệu quả trong việc ngăn chặn những trường hợp như vậy hoặc bắt giữ thủ phạm.
 Vào ngày 25 tháng 5, PINK Armenia đã đặt ba biểu ngữ quảng cáo xã hội có chủ đề LGBTI ở trung tâm thành phố Yerevan. Vào ngày 27 tháng 5, công ty quảng cáo đã xé chúng sau phản ứng tiêu cực của công chúng. Ngay sau khi các áp phích được gỡ bỏ, một quan chức từ thành phố Yerevan đã thông báo trên trang Facebook của mình rằng ba biểu ngữ quảng bá cho sự khoan dung đã được đăng bất hợp pháp và không có sự cho phép của chính quyền thành phố. Theo PINK Armenia, các biểu ngữ không chứa bất kỳ tài liệu nào bị cấm theo luật, việc cài đặt được thực hiện theo thông lệ hiện có và chính quyền thành phố Yerevan đã vi phạm quyền tự do ngôn luận của NGO. Sau khi gỡ bỏ các áp phích, các nhóm chống LGBTI đã phát động các cuộc tấn công mạng trên trang web của PINK Armenia. Địa chỉ vật lý của PINK Armenia đã được đăng trên Facebook với thông điệp khuyến khích các cuộc tấn công vào tổ chức. Vào ngày 9 tháng 7, Liên hoan phim quốc tế Golden Apricot đã khai mạc giữa những tranh cãi về việc ban tổ chức hủy bỏ việc chiếu một số bộ phim không cạnh tranh, bao gồm cả hai với chủ đề LGBTI. Một trong những đối tác của liên hoan phim, Liên minh các nhà quay phim, yêu cầu hai bộ phim phải được loại bỏ khỏi chương trình. Các nhà tổ chức liên hoan đã phản ứng bằng cách hủy bỏ việc chiếu tất cả các bộ phim không thể loại cạnh tranh ngay trước khi khai mạc liên hoan. Theo một đánh giá được thực hiện bởi NGO New Generation năm 2016, những người chuyển giới muốn trải qua các thủ tục chuyển đổi giới tính phải đối mặt với các vấn đề y tế và các vấn đề khác liên quan đến việc sử dụng hormone mà không có sự giám sát y tế, phẫu thuật ngầm và các vấn đề có được tài liệu phản ánh sự thay đổi trong nhận dạng giới tính.
 Vào ngày 4 tháng 7, Tổ chức NGO Right, tập trung vào dân số chuyển giới, đã báo cáo rằng một nhân viên thành phố địa phương đã đến địa điểm của họ để quấy rối và tấn công chủ tịch của họ. Vào tháng 9, chủ tịch báo cáo rằng chủ nhà của tổ chức đã quyết định không gia hạn hợp đồng thuê của họ.
 Những người đồng tính nam công khai được miễn nghĩa vụ quân sự. Tuy nhiên, một sự miễn trừ đòi hỏi một phát hiện y tế dựa trên kiểm tra tâm lý cho thấy một cá nhân bị rối loạn tâm thần; thông tin này xuất hiện trong các tài liệu nhận dạng cá nhân của cá nhân và là một trở ngại cho việc làm và lấy bằng lái xe. Những người đồng tính nam phục vụ trong quân đội được báo cáo phải đối mặt với lạm dụng thể chất và tâm lý cũng như tống tiền."[31]
- Kỳ thị xã hội về HIV và AIDS
"Theo các nhóm nhân quyền, những người bị coi là dễ bị nhiễm HIV/AIDS, như gái mại dâm (bao gồm cả người chuyển giới) và người sử dụng ma túy, phải đối mặt với sự phân biệt đối xử và bạo lực từ xã hội cũng như bị cảnh sát ngược đãi."[31]
- Phân biệt đối xử với việc làm và nghề nghiệp
"Không có cơ chế pháp lý hiệu quả để thực hiện các quy định này và sự phân biệt đối xử trong việc làm và nghề nghiệp xảy ra dựa trên giới tính, tuổi tác, sự hiện diện của khuyết tật, khuynh hướng tình dục, tình trạng HIV / AIDS và tôn giáo, mặc dù không có thống kê chính thức hoặc khác tính đến quy mô của sự phân biệt đối xử như vậy."[31]

## Bảng tóm tắt
| Hoạt động tình dục đồng giới hợp pháp                                                                                       | (Từ năm 2003)                                               |
| Độ tuổi đồng ý | (Từ năm 2003)                                               |
| Luật chống phân biệt đối xử chỉ trong việc làm                                                                              | No                                                          |
| Luật chống phân biệt đối xử trong việc cung cấp hàng hóa và dịch vụ                                                         | No                                                          |
| Luật chống phân biệt đối xử trong tất cả các lĩnh vực khác (bao gồm phân biệt đối xử gián tiếp, ngôn từ kích động thù địch) | No                                                          |
| Hôn nhân đồng giới hợp pháp                                                                                                 | (Hiến pháp cấm kết hôn đồng giới trong nước kể từ năm 2015) |
| Con nuôi của các cặp vợ chồng đồng giới                                                                                     | No                                                          |
| Con nuôi chung của các cặp đồng giới                                                                                        | No                                                          |
| Người LGBT được phép phục vụ công khai trong quân đội                                                                       | (Từ năm 2004)                                               |
| Quyền thay đổi giới tính hợp pháp                                                                                           | No                                                          |
| Truy cập IVF cho đồng tính nữ                                                                                               | No                                                          |
| Mang thai hộ cho các cặp đồng tính nam                                                                                      | No                                                          |
| NQHN được phép hiến máu | No                                                          |